# Rebirth-day
「Rebirth-day」（リバースデイ）は、高垣彩陽の楽曲。mavieが作詞、藤田淳平が作曲を手掛けた。高垣の9枚目のシングルとして2015年7月29日にMusicRay'nから発売された。

## 音楽性
本曲は、テレビアニメ『戦姫絶唱シンフォギアGX』のエンディングテーマに起用された。楽曲のコンセプトは「再生」、「再誕」で、これを基に「生まれ変わる」、「作り直す」といった内容の「Rebirth-day」とした。そのため歌詞もシンフォギアの世界観を象徴するような「苦しみつつも再生に向かって前進」する内容になっている
曲を聴いた当初は言葉が多く、疾走感があり、Dメロにはラップ調のフレーズが挿入されているため自宅で充分な練習時間を確保したかったがスケジュールの都合であまり時間を確保できなかったという。しかし練習し過ぎなかったことが却ってレコーディングをスムーズに行うことができ、更に自分の想いをストレートに込めたという
PVやジャケットでは、楽曲のテーマが「再生」であるため、化粧を薄めにし、露出を多めにした衣装を着る、といういわゆるアダルティーな雰囲気に仕上がっており、ジャケットに関してはモノクロで撮影された。

## シングルリリース
2015年7月29日にMusicRay'nから発売された。高垣のシングルとしては前作「愛の陽」から約10か月ぶりのリリースとなる。
販売形態は初回生産限定盤（SMCL-393/4）、通常盤（SMCL-395）、期間生産限定盤（SMCL-396）の3種リリースで、初回生産限定盤には本曲のPVとTVスポットを収録したDVDが同梱されている。ちなみに期間生産限定盤のジャケットには雪音クリスが前面に描かれ、後方に暁切歌、月読調、小日向未来、立花響が描かれている。
2曲目「If」は、今作が20代としては最後の楽曲になるため将来への不安をmavieに打ち明けた後、mavieが「世界が終った時にすることを」テーマとしたという。
3曲目「TRUE COLORS」は、自身がゲスト出演したコールドケースで使われたシンディ・ローパーのカバー曲で、2015年1月に武道館で開催された彼女のライブも観戦したという。原曲と違いコーラスやハモリを多くしたり、間奏にも自身の数種類の声を取り入れたという。なお歌う際は聖歌をイメージして行ったことを明かしている。

## シングル収録内容

### 初回生産限定盤・通常盤
| #         | タイトル         | 作詞                              | 作曲                                 | 編曲      | 時間  |
| --------- | ---------------- | --------------------------------- | ------------------------------------ | --------- | ----- |
| 1.        | 「Rebirth-day」  | mavie                             | 藤田淳平                             | 藤田淳平  | 4:05  |
| 2.        | 「If」           | mavie                             | 家原正樹、 Lauren Kaori              | 家原正樹  | 4:28  |
| 3.        | 「TRUE COLORS 」 | ビリー・スタインバーグ、Tom Kelly | ビリー・スタインバーグ、トム・ケリー | 増田武史  | 3:38  |
| 合計時間: | 合計時間:        | 合計時間:                         | 合計時間:                            | 合計時間: | 12:13 |

| #  | タイトル                             | 作詞 | 作曲・編曲 |
| -- | ------------------------------------ | ---- | ---------- |
| 1. | 「Rebirth-day」(Music Clip)          |      |            |
| 2. | 「Rebirth-day」(TV Spot 15sec+30sec) |      |            |

### 期間生産限定盤
| #         | タイトル                                      | 作詞                              | 作曲                                 | 編曲      | 時間  |
| --------- | --------------------------------------------- | --------------------------------- | ------------------------------------ | --------- | ----- |
| 1.        | 「Rebirth-day」                               | mavie                             | 藤田淳平                             | 藤田淳平  | 4:05  |
| 2.        | 「If」                                        | mavie                             | 家原正樹、 Lauren Kaori              | 家原正樹  | 4:28  |
| 3.        | 「TRUE COLORS」                               | ビリー・スタインバーグ、Tom Kelly | ビリー・スタインバーグ、トム・ケリー | 増田武史  | 3:40  |
| 4.        | 「Rebirth-day（TVサイズロングイントロver.）」 | mavie                             | 藤田淳平                             |           | 2:32  |
| 合計時間: | 合計時間:                                     | 合計時間:                         | 合計時間:                            | 合計時間: | 14:46 |

## チャート
| チャート（2015年）            | 最高位 |
| ----------------------------- | ------ |
| オリコン                      | 10     |
| Billboard Japan Hot 100       | 22     |
| Billboard Japan Hot Animation | 6      |